# Пелава, Джордж
Джордж Пелава (англ. George Pelawa; 22 февраля 1968, Бемиджи, Миннесота — 30 августа 1986, там же) — американский хоккеист.

## Биография
Джордж Пелава, с самого рождения бывший крупным ребёнком, начал играть в хоккей в четыре года, в дальнейшем увлёкшись также бейсболом и футболом. К нему проявляли интерес как скауты клуба МЛБ «Миннесота Твинс», так и университетские футбольные сборные, готовые принять его на полное обеспечение на позиции тайт-энда и лайнбекера (в свой выпускной год он был включён в символическую сборную штата). Но с 11-го класса его успехи как хоккеиста были наиболее значительными — в старших классах он забрасывал в среднем по шайбе за игру, отличаясь мощнейшим броском, который мог разбить вратарскую маску и нокаутировать вратаря.
Пелава, получивший за время выступлений за школу прозвища «Большая белая акула» (англ. Great White Shark) и «Морозильник» (англ. Ice Box), в свой выпускной год был удостоен престижного титула «Мистер Хоккей», присуждаемого на уровне штата лучшему школьнику-хоккеисту по итогам голосования тренеров НХЛ и I дивизиона NCAA. Молодой игрок произвёл на скаутов НХЛ большое впечатление в ходе тренировочного лагеря в Колорадо, где за 26 игр набрал 55 очков по системе «гол плюс пас», забросив 29 шайб. Перед драфтом НХЛ 1986 года интерес к Пелаве проявляли «Виннипег Джетс» и «Миннесота Норт Старз» но в итоге он был выбран в первом круге под 16-м номером «Калгари Флэймз». В это же время он принял предложение стипендии от Университета Северной Дакоты, рассчитывая через год-два начать выступления в НХЛ.
Пелава должен был стать самым крупным крайним нападающим за историю НХЛ. Однако спустя несколько месяцев после драфта он погиб в автомобильной аварии, в которой автомобиль, управляемый его братом Джо, бывшим под воздействием алкоголя, столкнулся с другим автомобилем на перекрёстке.

## Память
- В память о Пелаве «Флэймз» учредили в его родной школе в Бемиджи спортивную стипендию, которая выплачивается до настоящего времени (после того, как команда по истечении 20 лет прекратила финансирование, стипендию выплачивала семья Пелавы[2]).
- Существует мнение, что памяти Джорджа Пелавы посвящена записанная в 1988 году песня культового канадского рок-музыканта Тома Кокрейна Big League («Высшая лига»)[4][5], но Кейтлин Кокрейн, жена и импресарио певца, опровергает это[2].
- Джордж стал одним из первых членом зала спортивной славы средней школы Бемиджи, а хоккейный свитер под номером 8 в местной хоккейной команде навечно закреплён за ним.
- История Пелавы снова привлекла внимание прессы, когда через восемь месяцев после драфта 2007 года от сердечной болезни умер другой выбранный «Флэймз» хоккеист — Микки Рено[2][5].